# Air Moldova
Întreprinderea de Stat Compania Aeriană Air Moldova a fost transportatorul național al Republicii Moldova. Aceasta a fost fondată prin decret prezidențial la 12 ianuarie 1993. A avut baza pe Aeroportul Internațional Chișinău și a operat 29 destinații cu 8 aeronave. A suspendat toate operațiunile pe data de 2 mai 2023.

## Istoric

### Primii ani de la înființare
În urma proclamării independenței Republicii Moldova, în baza parcului de avioane civile din aeroportul din Chișinău, a luat ființă compania de stat Air Moldova.

### Anii 2010
În octombrie 2018, compania Civil Aviation Group (o colaborare între doi oameni de afaceri moldoveni și compania românească Blue Air) a fost declarată câștigătoare a procesului de privatizare a Air Moldova. Prețul oferit a fost de 50 milioane de lei moldovenești (aproximativ 2,56 milioane de euro), dar au fost cumpărate și datoriile companiei aeriene, care sunt calculate la 1,2 miliarde de lei moldovenești (61 milioane de euro).

### Suspendarea operațiunilor
Air Moldova a anunțat suspendarea tuturor operațiunilor pe data de 2 mai 2023, din motive financiare și planificarea măsurilor de restructurare.
Certificatul de operator aerian al companiei a fost revocat de către Autoritatea Aeronautică Civilă a Republicii Moldova pe data de 20 februarie 2024.

## Flota
Air Moldova a avut în flotă doar aeronave din familia Airbus A320 (Airbus A319/A320/A321).
| Avioane         | În serviciu | Comenzi | Nr. pasageri | Nr. pasageri | Nr. pasageri | Nr. înmatriculare | Data fabricării | Observații |
| --------------- | ----------- | ------- | ------------ | ------------ | ------------ | ----------------- | --------------- | ---------- |
| Avioane         | În serviciu | Comenzi | C            | Y            | Total        | Nr. înmatriculare | Data fabricării | Observații |
| Airbus A319-200 | 2           | 0       | 0            | 150          | 150          | ER-AXL            | 08.2006         | în leasing |
| Airbus A319-200 | 2           | 0       | 0            | 150          | 150          | ER-AXM            | 07.2002         | în leasing |
| Airbus A320-200 | 1           | 0       | 0            | 180          | 180          | ER-AXA            | 03.2005         | în leasing |
| Airbus A321-200 | 2           | 0       | 0            | 220          | 220          | ER-AXR            |                 | în leasing |
| TOTAL           | 5           | 0       |              |              |              |                   |                 |            |

Aeronavele Air Moldova au fost supuse deservirii tehnice în corespundere cu cerințele moderne la Eads Sogerma Services (Franța), Penauille Poly Service (Franța).
În 2001 compania a primit în arendă aeronavele moderne de tip Embraer 190. În perioada 2003-2004 parcul Air Moldova a fost completat cu două aeronave moderne A320.
Pe 10 mai 2010, flota companiei a fost completată, în premieră, cu 2 aeronave Embraer 190Jet, livrată de la uzina Embraer. Aeronava Embraer 190 Jet, a companiei Air Moldova, este configurată pentru 114 de locuri. Livrarea aeronavei face parte din strategia de dezvoltare a companiei, iar introducerea aeronavei în flota companiei va permite deschiderea de noi rute aeriene, precum și asigurarea confortului și siguranței pasagerilor.
Din 2014, compania aeriană închiriază și un avion Airbus A321-200 al Hermes Airlines. În 2017, Air Moldova a fost nevoită să renunțe la aeronavă, din cauza faptului că Hermes Airlines, compania de leasing, a dat faliment și a încetat operațiunile.
În 2015, respectiv 2017, Air Moldova a recepționat două aeronave Airbus A319.
În octombrie 2018, după privatizarea companiei, Civil Aviation Group a anunțat că plănuiește ca operatorul Air Moldova să aibă în flotă 14 aeronave în 2021 și că pe viitor, se dorește inaugurarea rutelor de lung curier. Promisiunile noului proprietar nu au fost îndeplinite, întrucât în 2022 compania aeriană a rămas cu doar 3 aeronave.
Pe 10 mai 2019, în flota operatorului moldovean a intrat un Airbus A321-200, cumpărat de la Small Planet Airlines Germany.
În 2020, compania aeriană a renunțat la toate aeronavele Embraer 190. În 2022, au fost retrase din serviciu și aeronavele Airbus A321-200.

## Destinații suspendate
| №  | Destinație    | Aeroport                                     |
| -- | ------------- | -------------------------------------------- |
| 1  | Viena         | Aeroportul Viena                             |
| 2  | Larnaca       | Aeroportul Larnaca                           |
| 3  | Paris         | Aeroportul Beauvais-Tillé                    |
| 4  | Frankfurt     | Aeroportul Frankfurt                         |
| 5  | Atena         | Aeroportul Atena                             |
| 6  | Milano        | Aeroportul Malpensa                          |
| 7  | Roma          | Aeroportul Fiumicino                         |
| 8  | Verona        | Aeroportul Verona                            |
| 9  | Bologna       | Aeroportul Bologna                           |
| 10 | Torino        | Aeroportul Torino                            |
| 11 | Lisabona      | Aeroportul Portela                           |
| 12 | București     | Aeroportul Internațional Henri Coandă        |
| 13 | Moscova       | Aeroportul Domodedovo                        |
| 14 | St.Petersburg | Aeroportul Pulkovo                           |
| 15 | Krasnodar     | Aeroportul Internațional Krasnodar           |
| 16 | Ekaterinburg  | Aeroportul Ekaterinburg                      |
| 18 | Istanbul      | Aeroportul Ataturk                           |
| 19 | Geneva        | Aerportul Geneva                             |
| 20 | Kiev          | Aeroportul International Boryspil            |
| 21 | Londra        | Aeroportul Londra Stansted                   |
| 22 | Dublin        | Aeroport Dublin                              |
| 23 | Venetia       | Aeroportul Marco Polo                        |
| 24 | Barcelona     | Aeroportul Barcelona                         |
| 25 | Dubai         | Aeroportul Dubai                             |
| 26 | Bruxelles     | Aeroportul Bruxelles                         |
| 27 | Florența      | Aeroportul Florența                          |
| 28 | Madrid        | Aeroportul Madrid                            |
| 29 | Tel Aviv      | Aeroportul Internațional Ben-Gurion Tel-Aviv |

## Servicii
Compania Air Moldova este specializată pe transportări de pasageri și cargo. Transportările de pasageri sunt operate atât la curse regulate cât și charter. Cursele charter sunt zboruri închiriate de un anumit turoperator sau de o anumită companie în diverse scopuri. Există curse charter ad-hoc, folosite pentru evenimente speciale, și curse charter de sezon sau pe toată durata anului pentru transportul turiștilor spre destinațiile lor de vacanță.
Clienții Air Moldova pot achiziționa bilete avion de pe internet, prin intermediul site-ului oficial al companiei www.airmoldova.md. Serviciul se aplică atât deținătorilor de carduri, cât și persoanelor terțe.
În mai 2006 compania aeriană Air Moldova a implementat biletul electronic, iar din iunie 2007 a fost implementată vînzarea biletelor online pe site-ul www.airmoldova.md.
Toate serviciile de specialitate Air Moldova le găsiți pe web site-ul oficial al companiei.

## Galerie de imagini

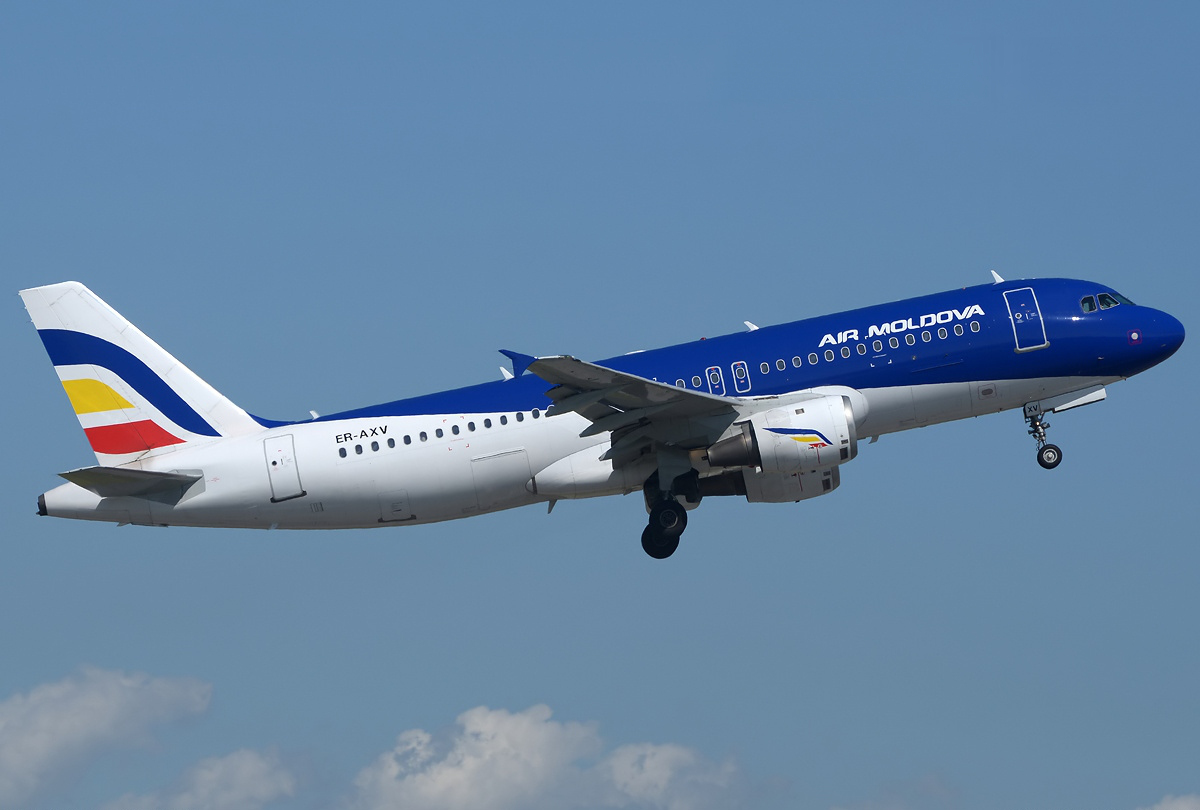
Airbus A320-211
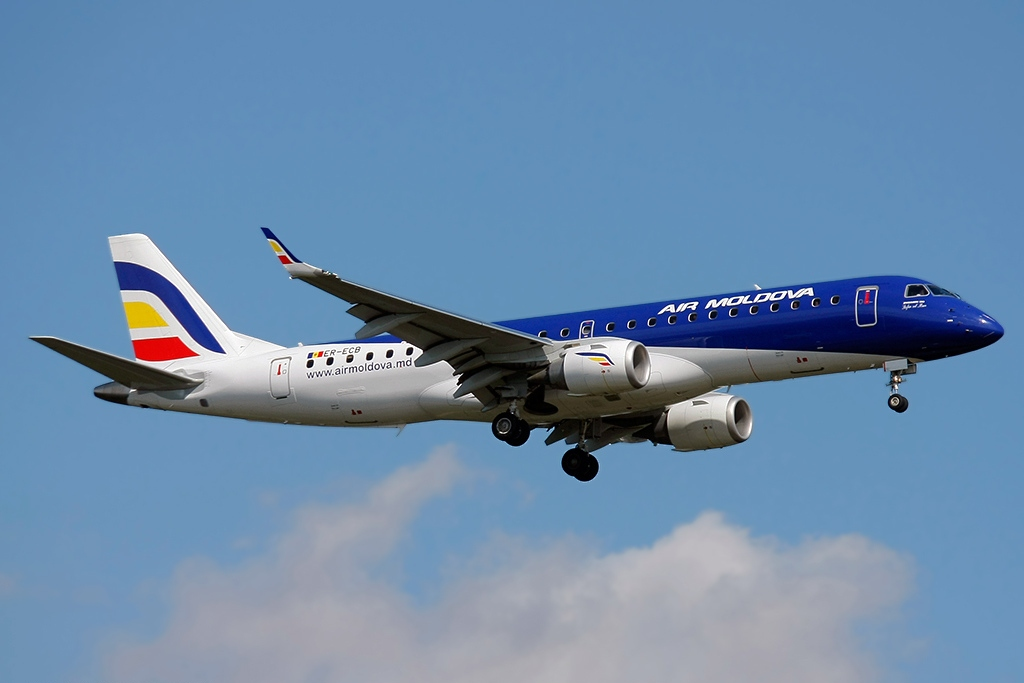
Embraer 190-100LR
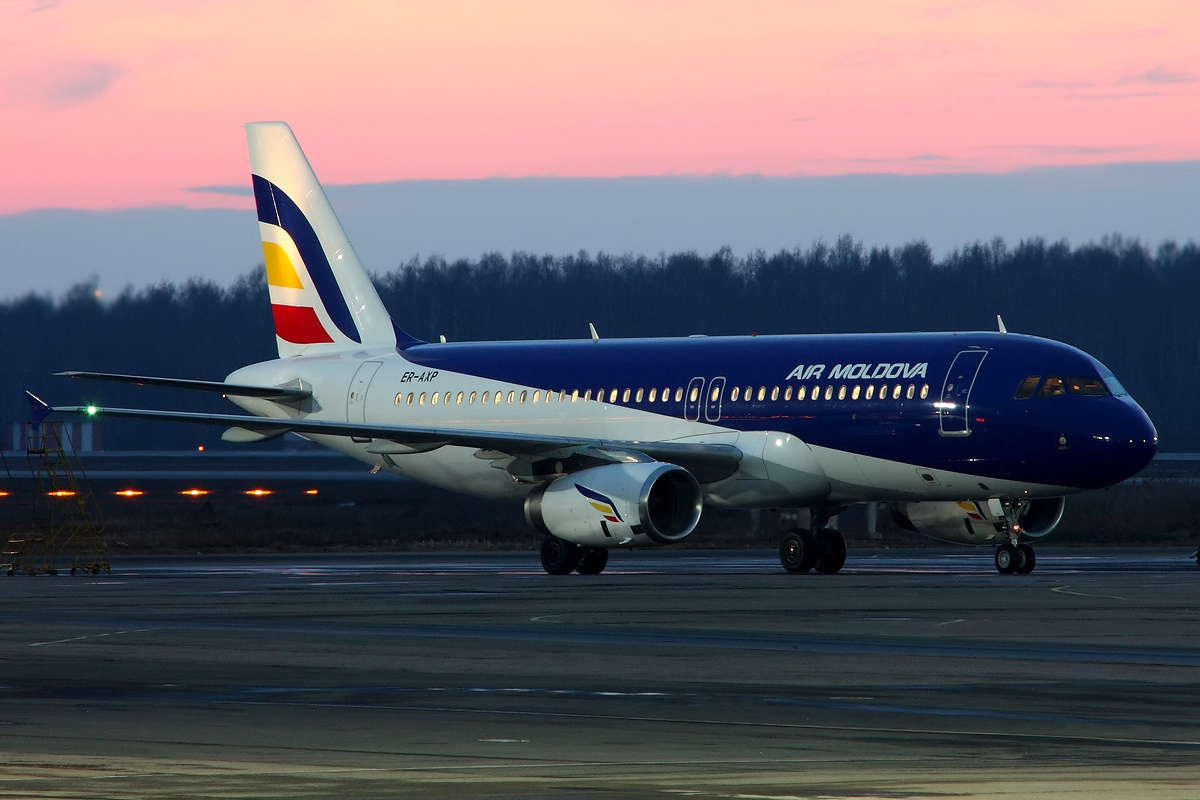
Airbus A320-233
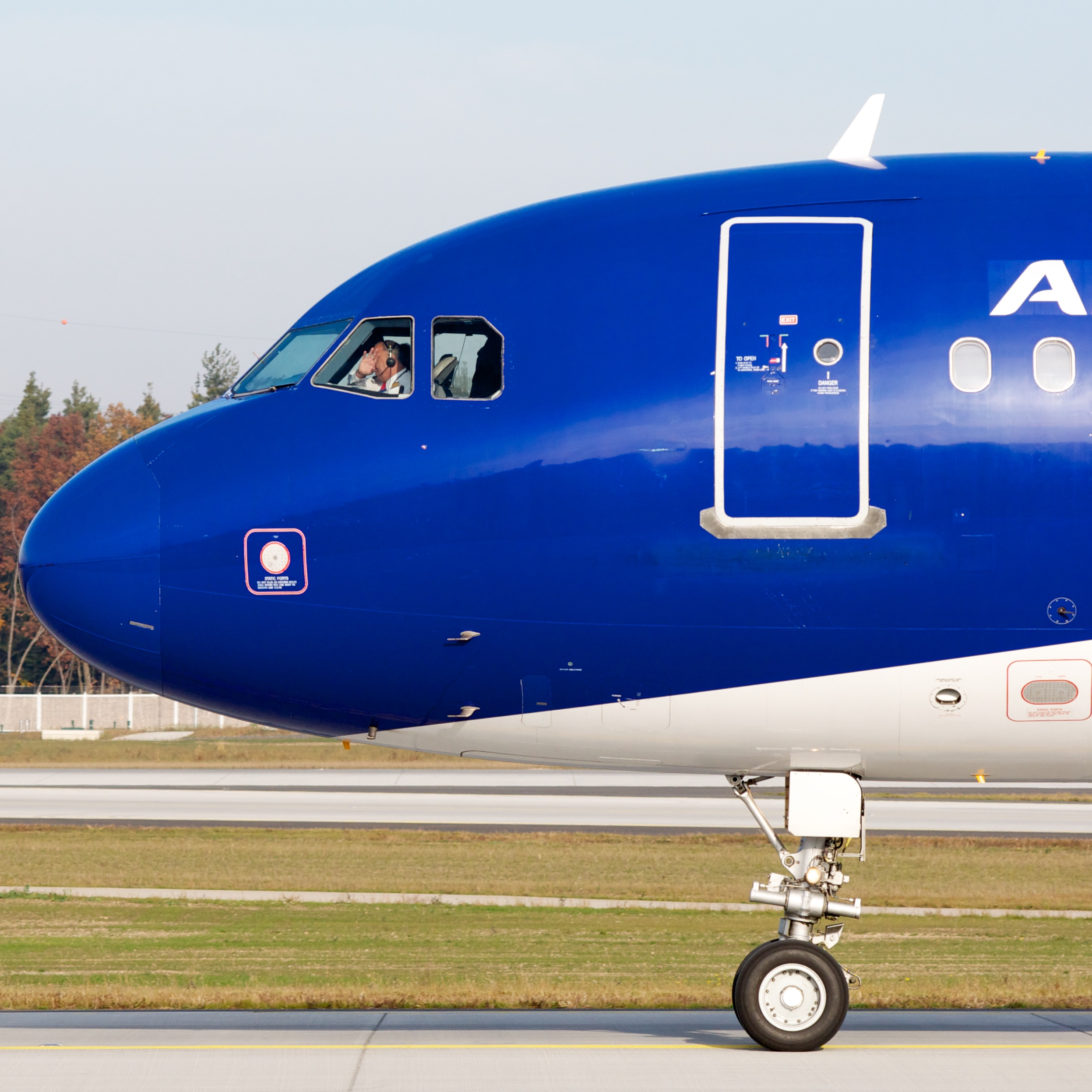
Airbus A320-200
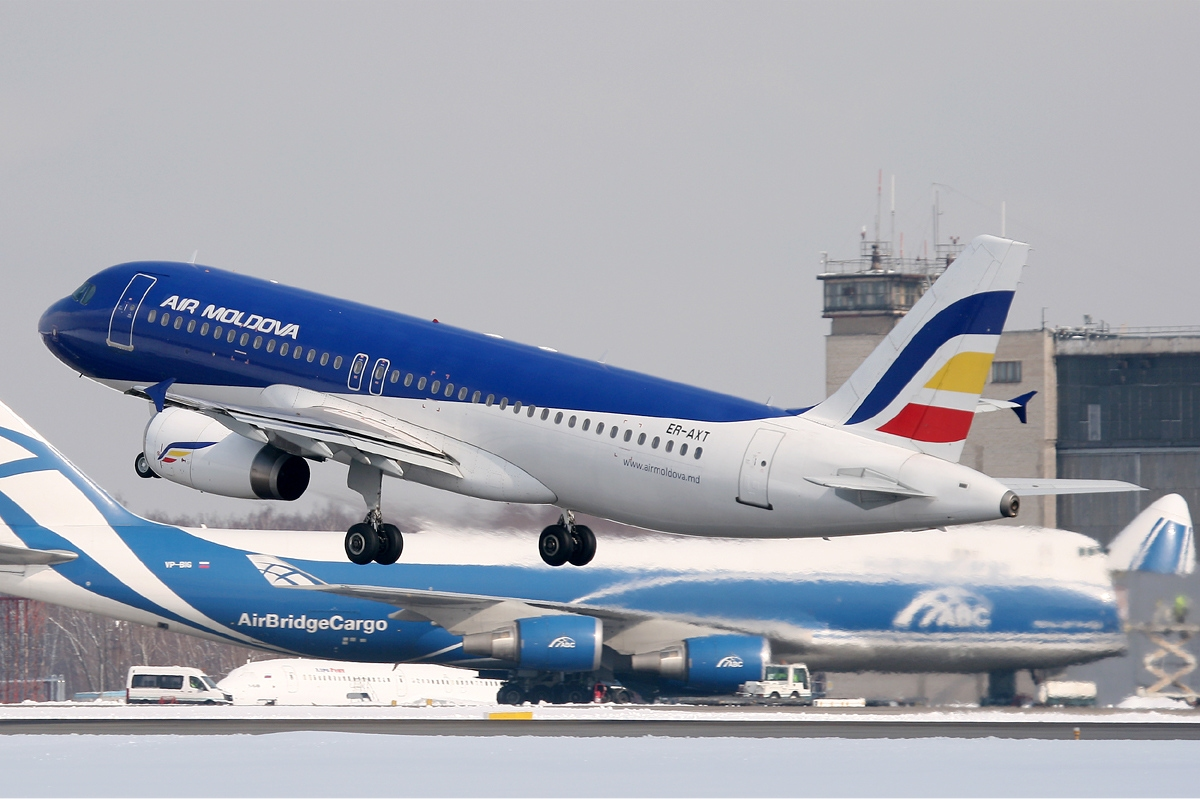
Airbus A320